# اندیس آنومالی چشمه سیر
آنومالی چشمه سیر یک اندیس فلزی است که در حوالی شهر عباس آباد استان سمنان قرار دارد و مادهٔ معدنی موجود در آن، طلا است.سنگ میزبان این اندیس گنیس، شیست و سنگ‌های اولترامافیک است و دیرینگی آن به دوران ژوراسیک پیشین تا سنوزوئیک می‌رسد. 